# 1ドル紙幣 (オーストラリア)
オーストラリア1ドル紙幣（オーストラリア1ドルしへい、$1）は、オーストラリア準備銀行券の一つ。1966年2月に旧オーストラリア10シリング紙幣に代わり登場した。現在は1ドル紙幣は発行されておらず、代わりに1ドル硬貨が発行されている。

## 参考
- Ian W. Pitt, ed (2000年). Renniks Australian Coin and Banknote Values (19 ed.). Chippendale, N.S.W.: Renniks Publications. ISBN 0-9585574-4-6

| 先代 10シリング紙幣 (オーストラリア) | 1ドル（オーストラリア） 1966年–1983年 | 次代 1ドル硬貨 (オーストラリア) |